# Loi de Cauchy (probabilités)
Pour les articles homonymes, voir Loi de Cauchy.
La loi de Cauchy, appelée aussi loi de Lorentz, est une loi de probabilité continue qui doit son nom au mathématicien Augustin Louis Cauchy.
Une variable aléatoire X suit une loi de Cauchy si sa densité {\displaystyle f_{X}}, dépendant des deux paramètres {\displaystyle x_{0}} et {\displaystyle a} ({\displaystyle a} > 0) est définie par :
{\displaystyle {\begin{aligned}f(x;x_{0},a)&={\frac {1}{\pi a\left[1+\left({\frac {x-x_{0}}{a}}\right)^{2}\right]}}\\[0.5em]&={1 \over \pi }\left[{a \over (x-x_{0})^{2}+a^{2}}\right]\end{aligned}}}
La fonction ainsi définie s'appelle une lorentzienne. Elle apparaît par exemple en spectroscopie pour modéliser des raies d'émission.
Cette distribution est symétrique par rapport à {\displaystyle x_{0}} (paramètre de position), le paramètre {\displaystyle a} donnant une information sur l'étalement de la fonction (paramètre d'échelle).
L'inverse d'une variable aléatoire, de loi de Cauchy, suit une loi de Cauchy.
Le quotient de deux variables aléatoires réelles indépendantes suivant des lois normales standards suit une loi de Cauchy.
La loi de Cauchy (avec notamment la loi normale et la loi de Lévy) est un cas particulier de loi stable.

## Caractérisation

### Densité de probabilités
La fonction densité de probabilités est une fonction lorentzienne, :
{\displaystyle f(x;x_{0},a)={\frac {1}{\pi a\left[1+\left({\frac {x-x_{0}}{a}}\right)^{2}\right]}}={1 \over \pi a}\left[{a^{2} \over (x-x_{0})^{2}+a^{2}}\right],}
où x0 est un paramètre de localisation situant le pic de la fonction, et a est un paramètre d'échelle qui définit la moitié de la largeur à mi-hauteur.
La fonction de la loi de Cauchy standard est :
{\displaystyle f(x;0,1)={\frac {1}{\pi \left[1+x^{2}\right]}}.}

### Fonction de répartition
La fonction de répartition est :
{\displaystyle F(x;x_{0},a)={\frac {1}{2}}+{\frac {1}{\pi }}\arctan \left({\frac {x-x_{0}}{a}}\right).}
On en déduit la fonction quantile :
{\displaystyle Q(p;x_{0},a)=x_{0}+a\tan \left(\pi \left(p-{\frac {1}{2}}\right)\right)}

### Entropie
L'entropie de la loi de Cauchy est donnée par :
{\displaystyle H(a)=-\int _{-\infty }^{\infty }f(x;x_{0},a)\ln(f(x;x_{0},a))\,\mathrm {d} x=\ln(4\pi a)}
La loi de Cauchy est la loi de probabilités de maximum d'entropie pour une variable aléatoire X, avec
{\displaystyle \mathbb {E} [\ln(1+(X-x_{0})^{2}/a^{2})]=\ln 4.}

### Fonction caractéristique
La fonction caractéristique d'une loi de Cauchy est donnée par :
{\displaystyle \varphi _{X}(t)=\mathbb {E} \left[\mathrm {e} ^{\mathrm {i} Xt}\right]=\int _{-\infty }^{\infty }f(x;x_{0},a)\mathrm {e} ^{\mathrm {i} xt}\,\mathrm {d} x=\mathrm {e} ^{\mathrm {i} x_{0}t-a|t|}.}

## Espérance et écart type
La loi de Cauchy n'admet ni espérance ni écart type. Et il en va de même pour tout moment d'ordre supérieur. En effet,
{\displaystyle x\mapsto {\frac {a}{\pi }}{\frac {x}{(x-x_{0})^{2}+a^{2}}}\,} n'est pas intégrable au sens de Lebesgue
car {\displaystyle \left|{\frac {x}{(x-x_{0})^{2}+a^{2}}}\right|\sim \left|{\frac {1}{x}}\right|} (à l'infini) d'où la divergence de l'intégrale : l'espérance n'existe pas.
A fortiori, la loi de Cauchy n'admet pas d'écart-type, car {\displaystyle \int _{-\infty }^{+\infty }{\frac {a}{\pi }}{\frac {x^{2}}{(x-x_{0})^{2}+a^{2}}}\,\mathrm {d} x} diverge. Pour la même raison, les moments d'ordre supérieur n'existent pas non plus. Ainsi on ne peut pas lui appliquer la loi forte des grands nombres.
Cependant, {\displaystyle x_{0}}, qui en  est la médiane, est souvent considéré comme la « moyenne » de la loi de Cauchy, car :
{\displaystyle \lim _{R\rightarrow +\infty }\int _{-R}^{R}{\frac {a}{\pi }}{\frac {x}{(x-x_{0})^{2}+a^{2}}}\,\mathrm {d} x=x_{0}}

## Loi de Cauchy et théorèmes limite

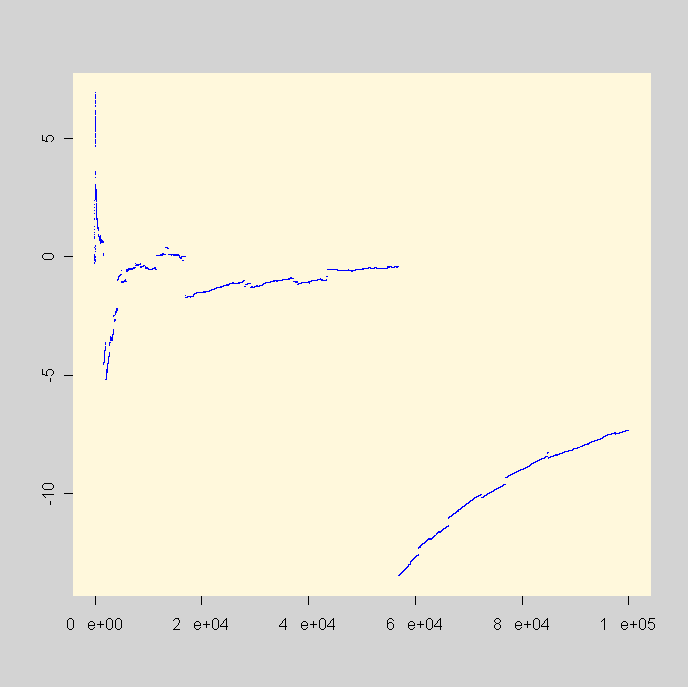
Moyenne empirique d'une série de valeurs suivant la loi de Cauchy.

La loi de Cauchy est l'une de celles auxquelles la loi des grands nombres ne s'applique pas : partant d'un échantillon d'observations {\displaystyle x_{1},x_{2},\cdots ,x_{n}} issues d'une loi de Cauchy, la moyenne empirique
{\displaystyle {\bar {x}}={\frac {1}{n}}\sum _{i=1}^{n}x_{i}}
ne converge pas vers une quantité déterministe (à savoir l'espérance de la loi). Au contraire, cette moyenne reste aléatoire : elle est elle-même distribuée selon une loi de Cauchy.
Elle nous montre ainsi que la condition de l'espérance définie selon l'intégrale de Lebesgue est indispensable à l'application de la loi. On remarque que les valeurs moyennes s'approchent de {\displaystyle x_{0}} mais il arrive toujours un moment où une valeur trop éloignée « empêche » la moyenne de converger. La probabilité d'obtenir des valeurs éloignées de {\displaystyle x_{0}} est en fait trop élevée pour permettre à la moyenne empirique de converger.

### Rapport de vraisemblance monotone
La loi de Cauchy n'admet pas un rapport de vraisemblance monotone.